# Bernoulli

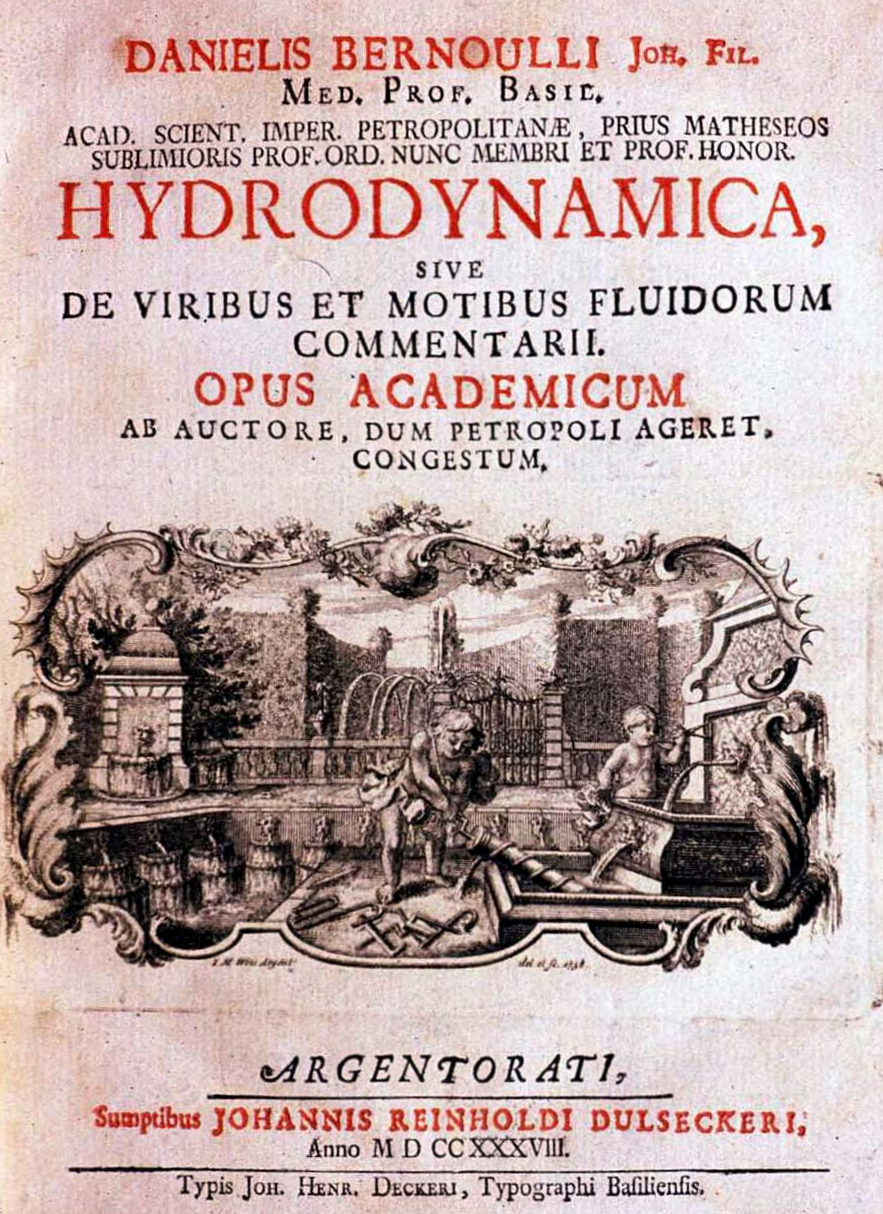
voorblad Daniel Bernoulli, Hydrodynamica (1738)

De familie Bernoulli was een familie uit Bazel (oorspronkelijk uit Antwerpen) die diverse belangrijke wiskundigen heeft voortgebracht.
De belangrijkste leden waren de broers Jakob Bernoulli (1654-1705) en Johann Bernoulli (1667-1748), die een belangrijke rol speelden in de verbreiding van de analyse van Leibniz, en Daniel Bernoulli (1700-1782), een zoon van Johann, die zich vooral bezighield met toepassingen van de wiskunde in de natuurkunde. Van 1695 tot 1705 was Johann werkzaam als hoogleraar aan de Hogeschool van Groningen. Zijn zoon Daniel (1700-1782) werd in Groningen geboren.
Leden van de familie zijn onder meer:
- Nicolaas Bernoulli (1623-1708), graanhandelaar
  - Jakob (1654-1705), wis- en natuurkundige, hoogleraar te Bazel
  - Nicolaus (1662-1716), schilder, raadsheer
    - Nikolaus (1687-1759), wiskundige

  - Johann (1667-1748), wis- en natuurkundige, hoogleraar te Groningen en Bazel
    - Nicolaus (1695-1726), hoogleraar rechten te Bazel
    - Daniel (1700-1782), wis- en natuurkundige, hoogleraar te Bazel
    - Johann (1710-1790), hoogleraar wiskunde te Bazel
      - Johann (1744-1807), astronoom, directeur van de sterrenwacht te Berlijn
      - Daniel (1751-1834), hoogleraar eloquentia
        - Johannes (1785-1869)
          - Carl Johann (1835-1906)
            - Carl Albrecht Bernoulli (1868-1937), theoloog
              - Eva Bernoulli (1903-1995), logopediste

      - Nicolaus (1754-1841), apotheker
        - Nicolaus (1793-1876), notaris
          - Friedrich (1824-1913), notaris
            - Maria (1868-1963) getrouwd met Hermann Hesse (1877-1962), schrijver en dichter

          - Theodor (1837-1909), vermogensbeheerder
            - Elisabeth (1873-1935), pionier in de Zwitserse abstinentiebeweging voor vrouwen
            - Hans Benno (1876-1959), architect

      - Jakob (1759-1789), medewerker aan de academie te Sint-Petersburg

  - Hieronymus (1669-1760), apotheker
    - Franz (1705-1777)
      - Hieronymus (1735-1786)
        - Johann Jakob (1769-1863)
          - Johann Jakob (1802-1892), apotheker
            - Johann Jakob (1831-1913), archeoloog, grondlegger van de iconografische studies